# Markneukirchen
Markneukirchen est une ville de Saxe (Allemagne), située dans l'arrondissement du Vogtland, dans le district de Chemnitz. Markneukirchen est très connue pour ses ateliers de facture d'instruments de musique.
Les quatre quartiers de la commune Erlbach, Eubabrunn, Gopplasgrün et Wernitzgrün sont chacun reconnus par l'État comme station climatique.

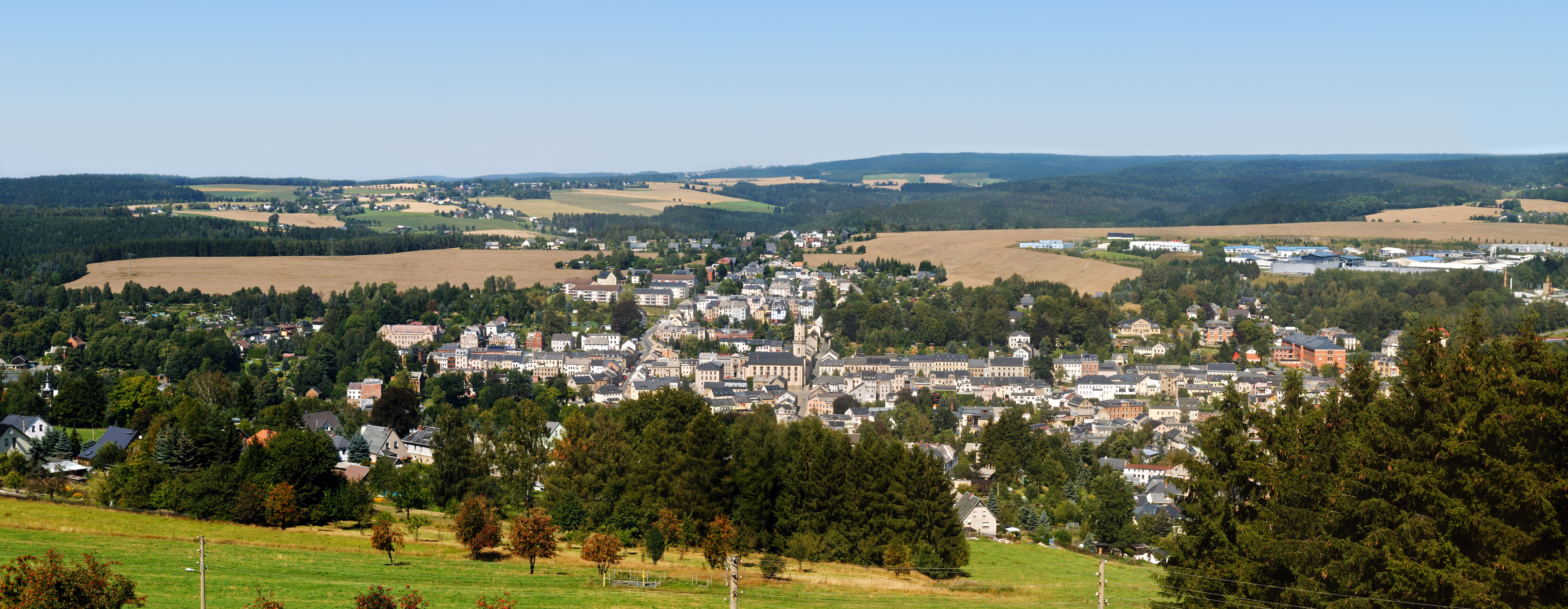
Vue de Markneukirchen (2009).

## Géographie
Markneukirchen, l'une des villes saxonnes les plus méridionales, est située dans le Haut-Vogtland (de).
La ville est traversée par une rivière qui s’appelle Schwarzbach, un affluent de l'Elster Blanche. La moitié de Markneukirchen se trouve dans une vallée et l’autre moitié est sur une montagne. Au sud de la ville, au-dessus ou à l'écart de la vallée du Schwarzbach, se trouvent les quartiers de Schönlind, Landwüst et Wernitzgrün. Par ailleurs, Markneukirchen est entourée de petites montagnes. L'ensemble de la ville est drainé par des affluents de l'Elster. La zone climatique est tempérée, c’est-à-dire qu'il y fait froid en hiver et qu'il y a beaucoup de neige. En été, il fait très chaud. La ville administre également de nombreux villages aux alentours, tels que Wernitzgrün, Sträßel, Breitenfeld, Erlbach et Eubabrunn.
Elle se situe à une altitude comprise entre 468 m dans le quartier de Siebenbrunn et 803 m au mont Hoher Brand.

### Communes limitrophes
Le territoire de la commune est limitrophe de ceux de huit autres communes :
| Gemeinde Mühlental dans Vogtlandkreis              | Stadt Schöneck dans Vogtlandkreis        | Stadt Klingenthal dans Vogtlandkreis       |
| Stadt Adorf et Stadt Bad Elster dans Vogtlandkreis | Markneukirchen                           | Tchéquie Graslitz dans District de Sokolov |
|                                                    | Gemeinde Bad Brambach dans Vogtlandkreis | TchéquieSchönbach dans District de Cheb    |

### Climat
Le climat de la région est frais en raison de l'altitude. La température moyenne annuelle est de 6 °C et les précipitations d'environ 700 mm.

## Histoire
Le village a été fondé au XIIIe siècle. Les fondateurs du marché étaient les prévôts de Plauen, qui est une grande ville en Vogtland. Le premier nom de Markneukirchen était « Nothaft ».

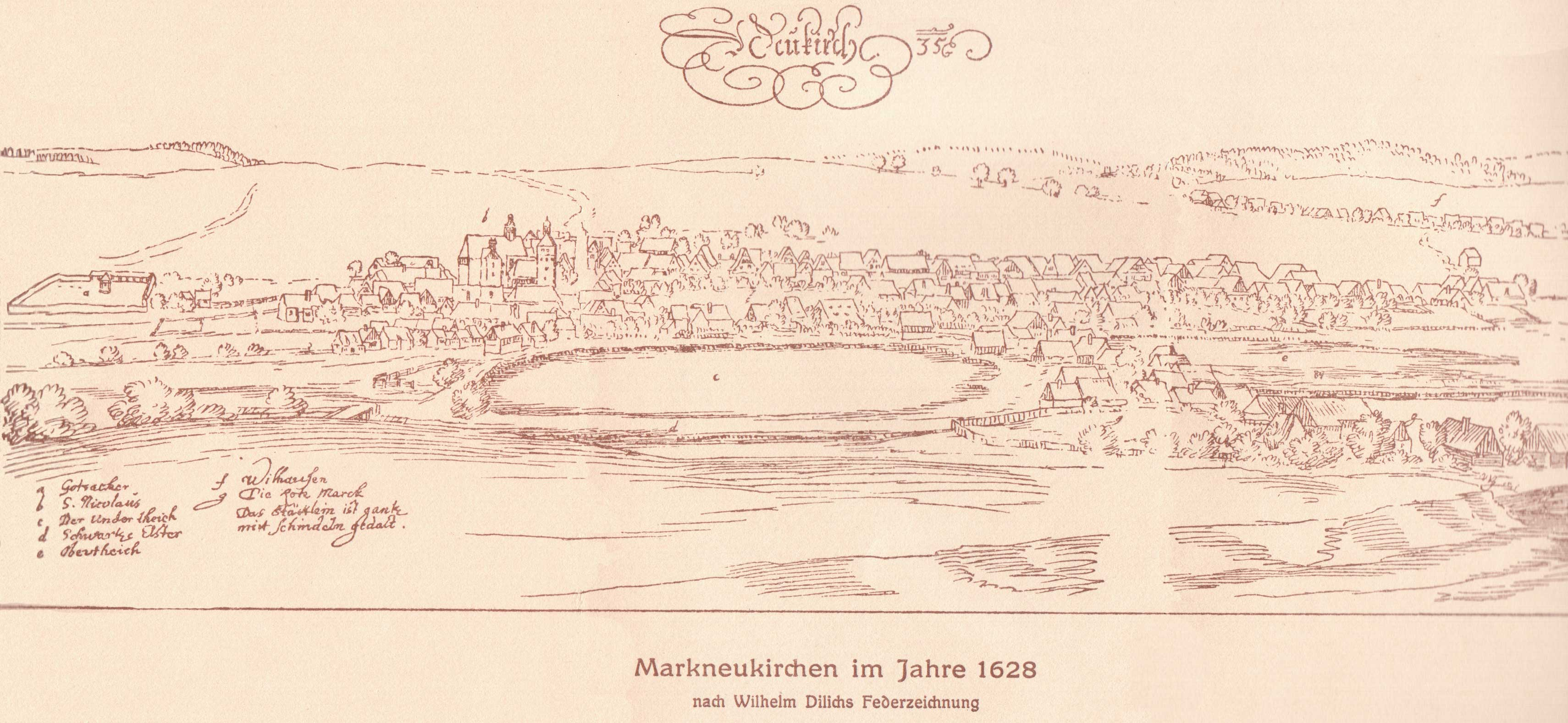
Markneukirchen en 1628 d'après un dessin à la plume de Wilhelm Dilich.

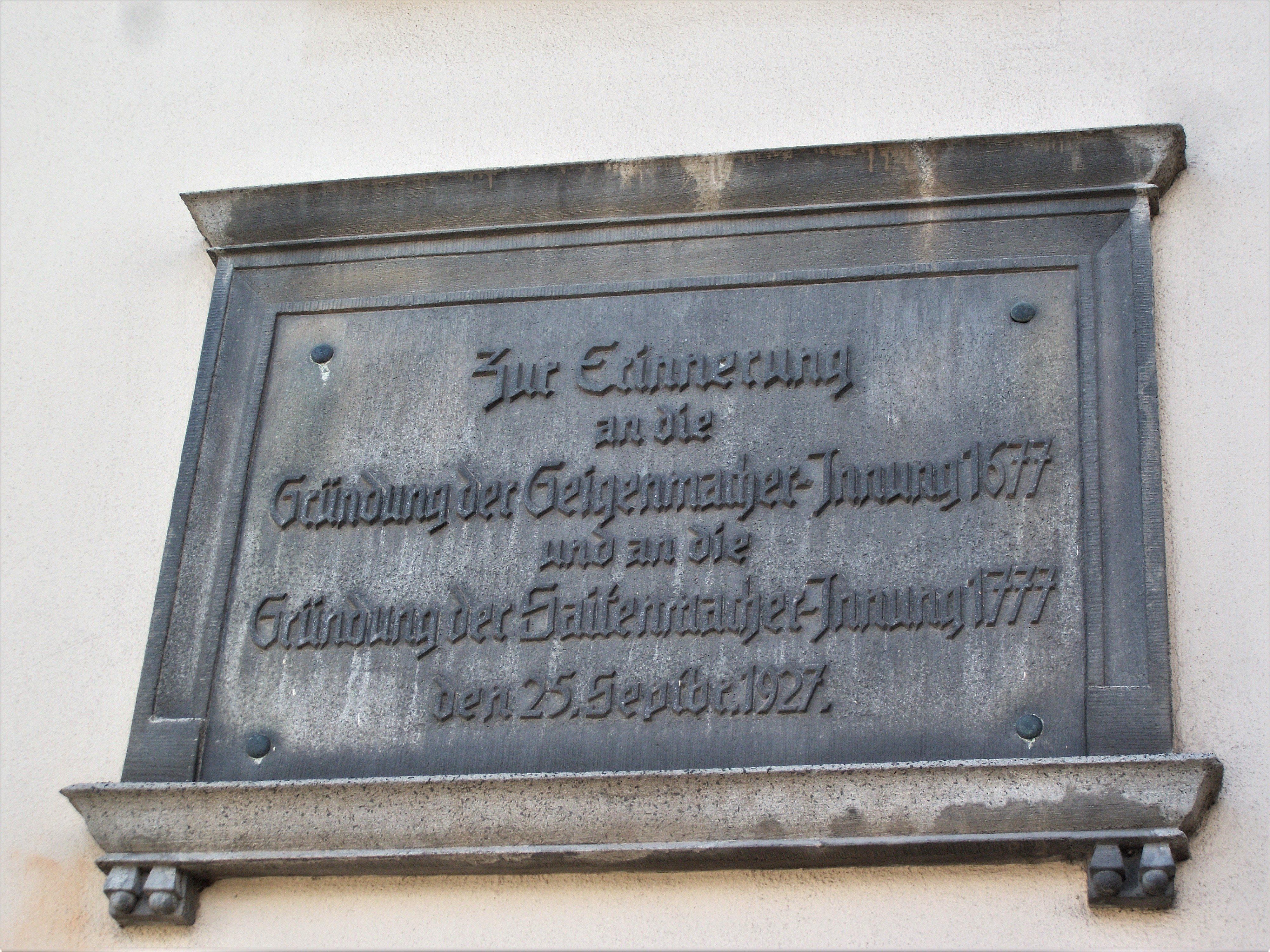
St. Nicolai (Markneukirchen), plaque commémorative liées à la facture instrumentale.

Fondé au XIIIe siècle, le village de colons nommé Nothaft a d'abord reçu son nom d'une famille de chevaliers venant d'Egerland - Albertus Nothaft de Wildstein (voir aussi Famille Notthafft (de)) dirigeait en tant que locateur (de) bavarois/Haut-Palatinat dans cette région. Ce nom est également mentionné dans un document datant de 1378 (Nuwenkirchen dictum Nothaft). Vers 1274, le nom de la localité Neukirchen, qui remonte à la fondation d'une église, apparaît pour la première fois dans un document de l'abbaye de Waldsassen, dans lequel est mentionné un Chunradus de Newenkirchen, probablement le propriétaire du siège des chevaliers (de) local.
En 1357 (Nuenkirchin) et en 1360 (stat), la localité apparaissait déjà comme marché (en allemand : Markt) avec les mêmes droits que les villes voisines Adorf et Oelsnitz, probablement plus anciennes. Les fondateurs du marché étaient les baillis de Plauen (de) (probablement Henri l'Ancien ou Henri le Long), qui voulaient, par une politique urbaine planifiée, consolider leur pouvoir face aux Wettin. De 1657 à 1718, Markneukirchen se trouvait dans la principauté albertinienne de Saxe-Zeitz.
Vers la fin de la Guerre de Trente Ans, dans le cadre de la Contre-Réforme, des exilés bohémiens s'installèrent à Markneukirchen pour des raisons religieuses. Parmi eux se trouvaient 12 luthiers originaires de Graslitz. En 1677, ces maîtres se sont réunis pour former la première corporation de luthiers d'Allemagne. C'est ainsi que débuta la tradition de la fabrication d'instruments de musique à Markneukirchen. Si jusqu'alors seuls des violons avaient été fabriqués, des ateliers pour toutes sortes d'instruments d'orchestre suivirent après 1700. En 1777, une corporation de fabricants de cordes a été fondée, et en 1797, les fabricants de cors et de bois se sont regroupés pour former la Société des fabricants d'instruments de musique. L'importance de Markneukirchen en tant que centre de l'industrie des instruments de musique du Vogtland, avec des relations d'exportation étendues, est soulignée par le fait que de 1893 à 1916, les États-Unis y ont entretenu une consulat.
Dans la première moitié du XIXe siècle, la fabrication d'instruments à cordes pincées s'est également établie à Markneukirchen.
Vers 1900, environ 50 pour cent de la production mondiale d'instruments et d'accessoires provenaient de Markneukirchen et de ses environs. Il n'existe aucune preuve vérifiable d'une part de 80 %, comme on peut parfois le lire.
Dans la nuit du 22 au 23 avril 1840, avec les bâtiments publics, 171 maisons d'habitation, 140 granges et 258 bâtiments latéraux et arrière ont été victimes d'un terrible incendie. Plus de la moitié de la ville - surtout la partie la plus ancienne - fut détruite. La reconstruction fut assez rapide et modifia durablement l'aspect du village. La ville fut reconstruite de manière généreuse, mais souvent aussi plus sobre, mais elle offrait désormais suffisamment de place pour la croissance de la population et de l'industrie.
L'orthographe actuelle de la localité remonte à 1858, année où la désignation courante Markt Neukirchen, en omettant le t dans le nom de la localité (en), a été changée en Markneukirchen par décision royale de Dresde, afin d'éviter toute confusion avec d'autres Neukirchen. Jusqu'en 1856, Markneukirchen faisait partie de Amt Voigtsberg (de) dans la Saxe-Courante ou du Royaume de Saxe, après 1856 à la Cour de justice de Markneukirchen et à partir de 1875 à l'Amtshauptmannschaft Oelsnitz (à partir de 1939, "arrondissement d'Oelsnitz").
Dans le cadre des réformes des arrondissements de 1952 (de), la ville a été rattachée, avec sept autres communes, à l'arrondissement de Klingenthal (de) au sein du district de Chemnitz, qui est ensuite longtemps devenu le district de Karl-Marx-Stadt. Après la réunification, Markneukirchen a d'abord continué à faire partie du district de Klingenthal (de) au sein de l'État libre de Saxe. Depuis la mise en œuvre tardive de la première réforme des districts de Saxe dans le Vogtland, en 1996, la ville fait partie du Vogtlandkreis.

## Démographie

### Religion
La majorité est protestante, mais il y a aussi des catholiques. D’autres confessions sont représentées dans l’église libre. À Markneukirchen, ou trouve deux églises, une protestante qui s’appelle « St. Nicolai Kirche », et une petite église catholique, la « St. Theresien Kirche ».

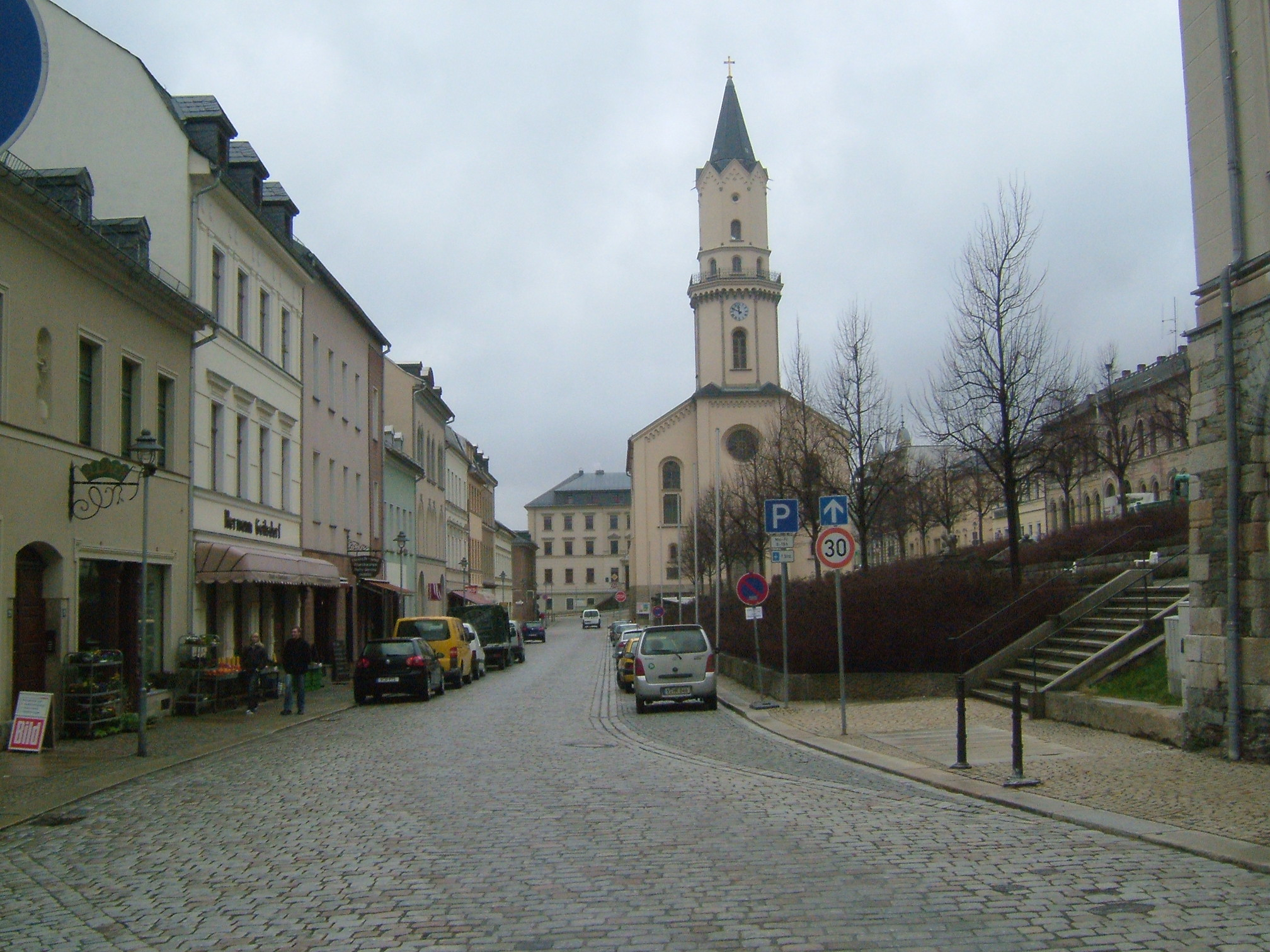
Unterer Markt

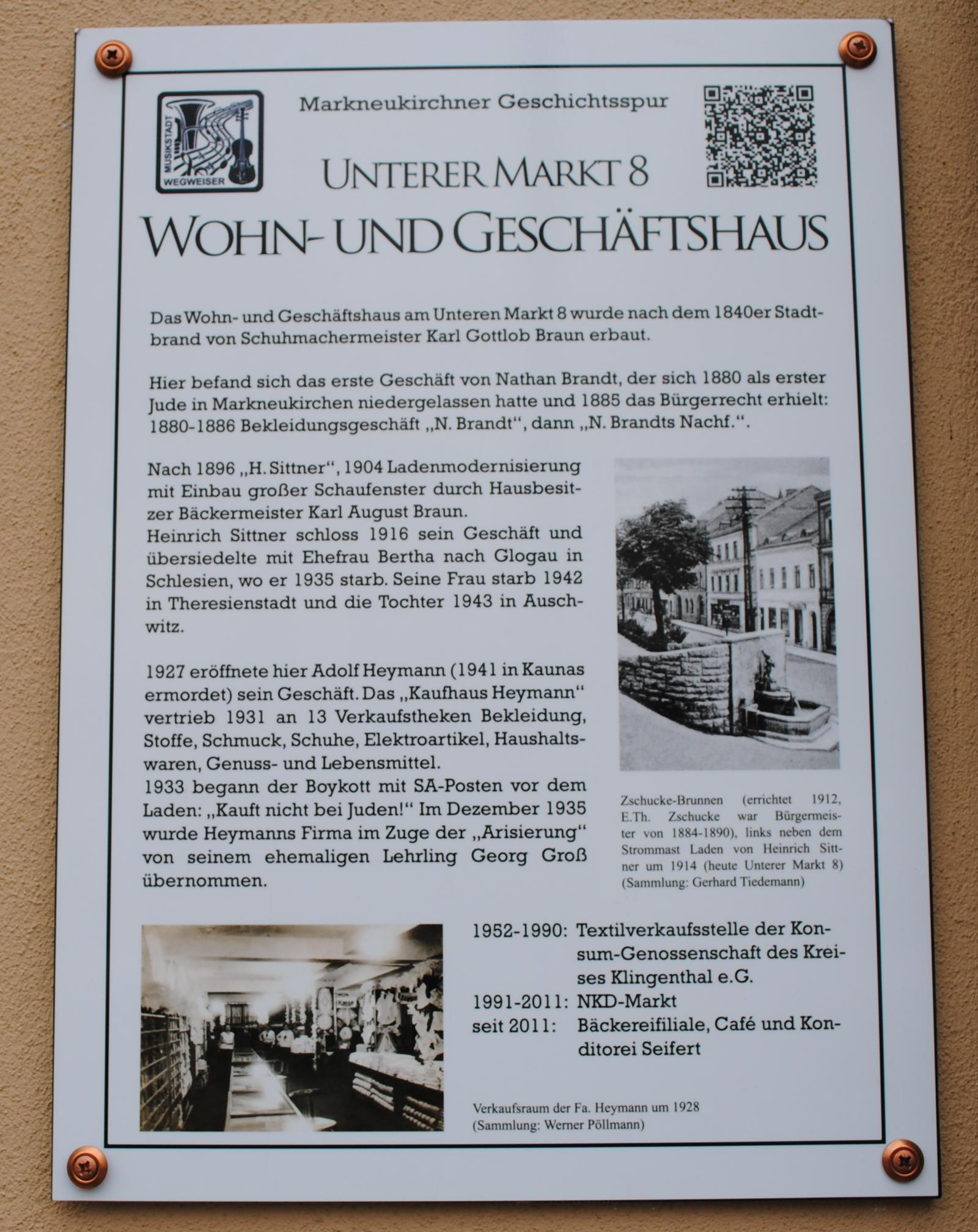
Plaque commémorative des juifs déportés.

Le 20 février 2015, une plaque commémorative pour les juifs déportés a été dévoilée dans la rue inférieure du marché.

### Fusions communales
| Ancienne commune                  | Date        | Note                                      |
| --------------------------------- | ----------- | ----------------------------------------- |
| Bernitzgrün                       | avant 1875  | Incorporation à Breitenfeld               |
| Breitenfeld                       | 01.03.1994  |                                           |
| Erlbach (avec Hetzschen et Kegel) | 01.01.2014  |                                           |
| Eubabrunn                         | 01.06.1936  | Incorporation à Erlbach                   |
| Gopplasgrün                       | 01.06.1936  | Incorporation à Erlbach                   |
| Commune régionale                 | 01.01.1908  | Transfert de la partie de Zwota à Erlbach |
| Landwüst                          | 01.01.1999  |                                           |
| Schönlind,                        | 01. 07.1950 |                                           |
| Siebenbrunn (avec Sträßel),       | 01.07.1950  |                                           |
| Wernitzgrün                       | 01.01.1999  | Incorporation à Erlbach                   |
| Wohlhausen (avec Friebus)         | 01.01.1994  |                                           |

### Population
En 2007, Markneukirchen compte 6 828 habitants, dont 3 313 hommes et 3 515 femmes. La densité est de 144 habitants par kilomètre carré.
Beaucoup de monde parle depuis le XIIIe siècle le « Vogtlandish », qui est un dialecte de la région.
Évolution du nombre d'habitants
| - 1796 : (251 maisons) - 1801 : 1151 (261 maisons) - 1815 : 1602 - 1830 : 1561 - 1834 : 2330 - 1871 : 4157 - 1890 : 6652 - 1910 : 8959 | - 1913 : 9497 - 1919 : 8261 - 1925 : 8821 - 1939 : 8303 - 1946 : 8903 - 1960 : 8776 - 1964 : 8576 - 1971 : 8264 | - 2003 : 7196 - 2004 : 7128 - 2007 : 6828 - 2008 : 6771 - 2010 : 6581 - 2012 : 6353 - 2013 : 6271 - 2015 : 7782 |

## Économie

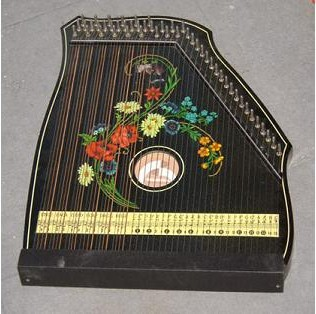
Une cithare de la marque Musima fabriquée à Markneukirchen.

L'activité économique de la ville est dominée par les ateliers de confection d’instruments de musique.
Depuis plus de 350 ans, des instruments de musique sont fabriqués à Markneukirchen. La petite ville est connue comme le centre allemand de la fabrication d’instruments d’orchestre. Bien qu'au niveau mondial la part de marché ne soit plus si grande, il existe encore aujourd’hui à Markneukirchen beaucoup d’entreprises dont les instruments sont connus dans le monde entier pour leur bonne qualité. Tous les instruments nécessaires pour un orchestre y sont produits, comme des instruments à cordes, des instruments à vent en bois, des instruments à vent en métal et des instruments à percussion. Cette diversité fait de Markneukirchen une ville unique dans le monde entier.
Le fondateur du fabricant de guitares américain C.F. Martin & Company, Christian Frederick Martin, est originaire de Markneukirchen.

## Éducation
Gymnasium Markneukirchen

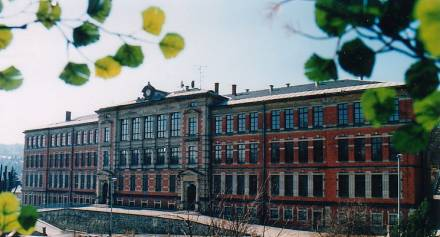
Collège-Lycée de Markneukirchen

Il y a un Gymnasium (collège-lycée) à Markneukirchen. Les élèves ont entre 11 et 18 ans. Ils peuvent se spécialiser particulièrement en musique et en sciences naturelles. Dans la section musicale les élèves peuvent apprendre l'art de faire du théâtre.
La représentation de comédies musicales est une longue tradition du lycée. La première comédie musicale a été présentée en 1994. Les élèves du lycée ont notamment monté la comédie musicale la légende d'Aladin, qui a été jouée en juin au théâtre Roi Albert dans la station thermale de Bad Elster. Cette comédie musicale était exclusivement jouée par les élèves.

## Curiosités

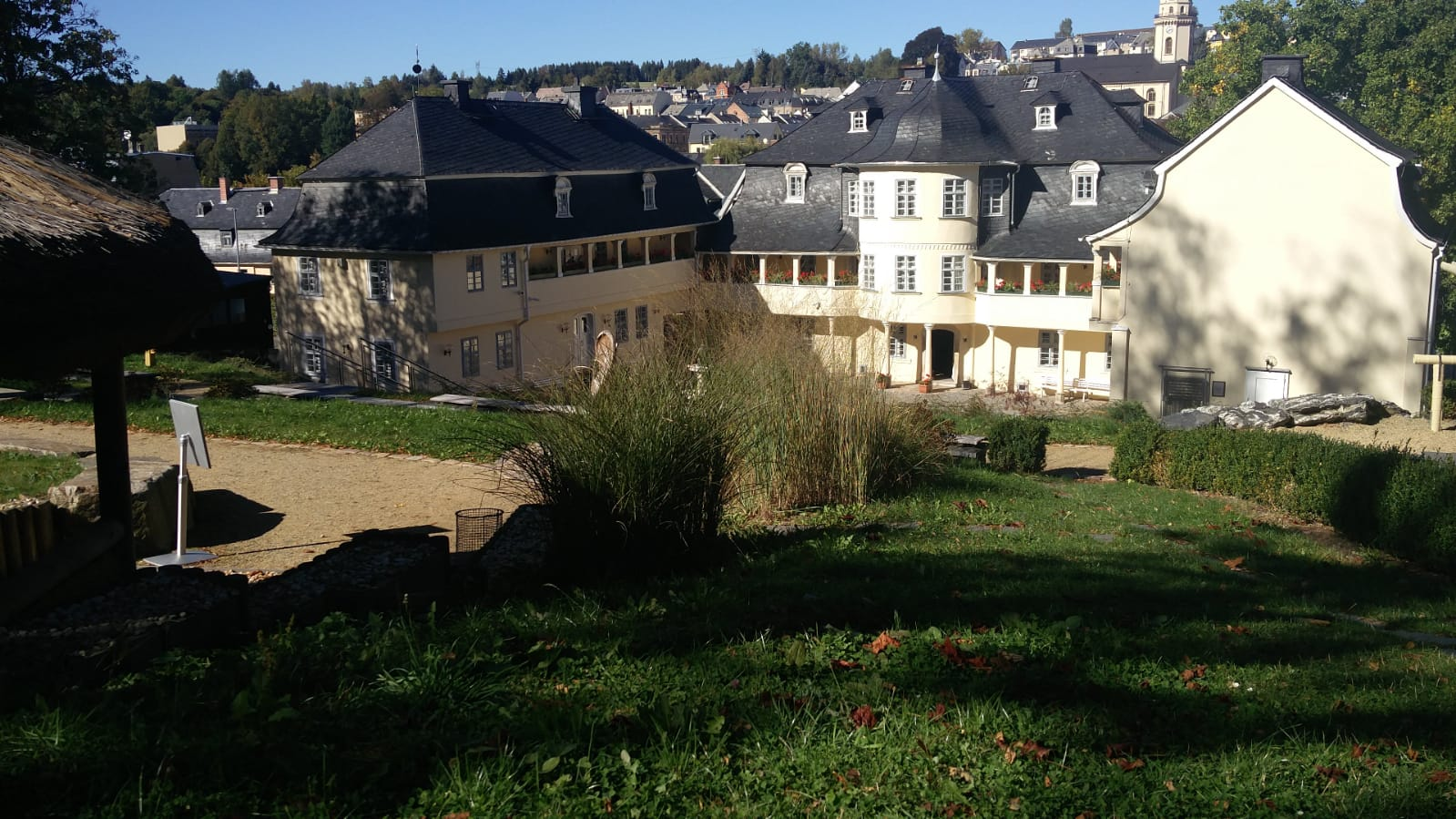
Musikinstrumenten-Museum.

Le musée des instruments de musique
Le musée des instruments de musique de Markneukirchen a été fondé en 1883 par l'enseignant et organiste Paul Otto Apian-Bennewitz. À cette époque, la fabrication d'instruments d'orchestre était florissante dans la région grâce au commerce avec de nombreux pays d'Europe et les États-Unis. Le fondateur du musée avait l'intention de créer un lieu d'apprentissage pour les facteurs d'instruments de musique locaux et d'accueillir des instruments de musique de tous les pays du monde.
Depuis 1942, le musée des instruments de musique se trouve dans une maison baroque. Là, on peut trouver l'histoire de la construction des instruments de musique. On peut y voir une violine[Quoi ?] miniature, un Riesentuba (tuba géant, 2010) et le plus grand accordéon du monde à côté de 6 500 autres instruments provenant d'Europe, d'Asie, d'Afrique, d'Amérique et d'Australie de la collection. Un accent particulier est mis sur la fabrication locale. De nombreuses pièces uniques et curiosités animent la collection, qui est unique en son genre par la représentation de la facture instrumentale du XVIIe siècle à nos jours. Au cours des 60 dernières années, plus de 3 millions de personnes ont visité le musée.
Le musée de Framus
Le musée de Framus est le musée des ateliers de la compagnie de Warwick qui ouvrit en 2007. Le musée raconte l'histoire de la plus grande production de guitares d'après la Deuxième Guerre mondiale.
École de musique
Les ateliers de démonstration de fabrication d'instruments de musique de l'école de musique présentent des techniques traditionnelles de fabrication d'instruments à cordes et à vent.
La tour Bismarck

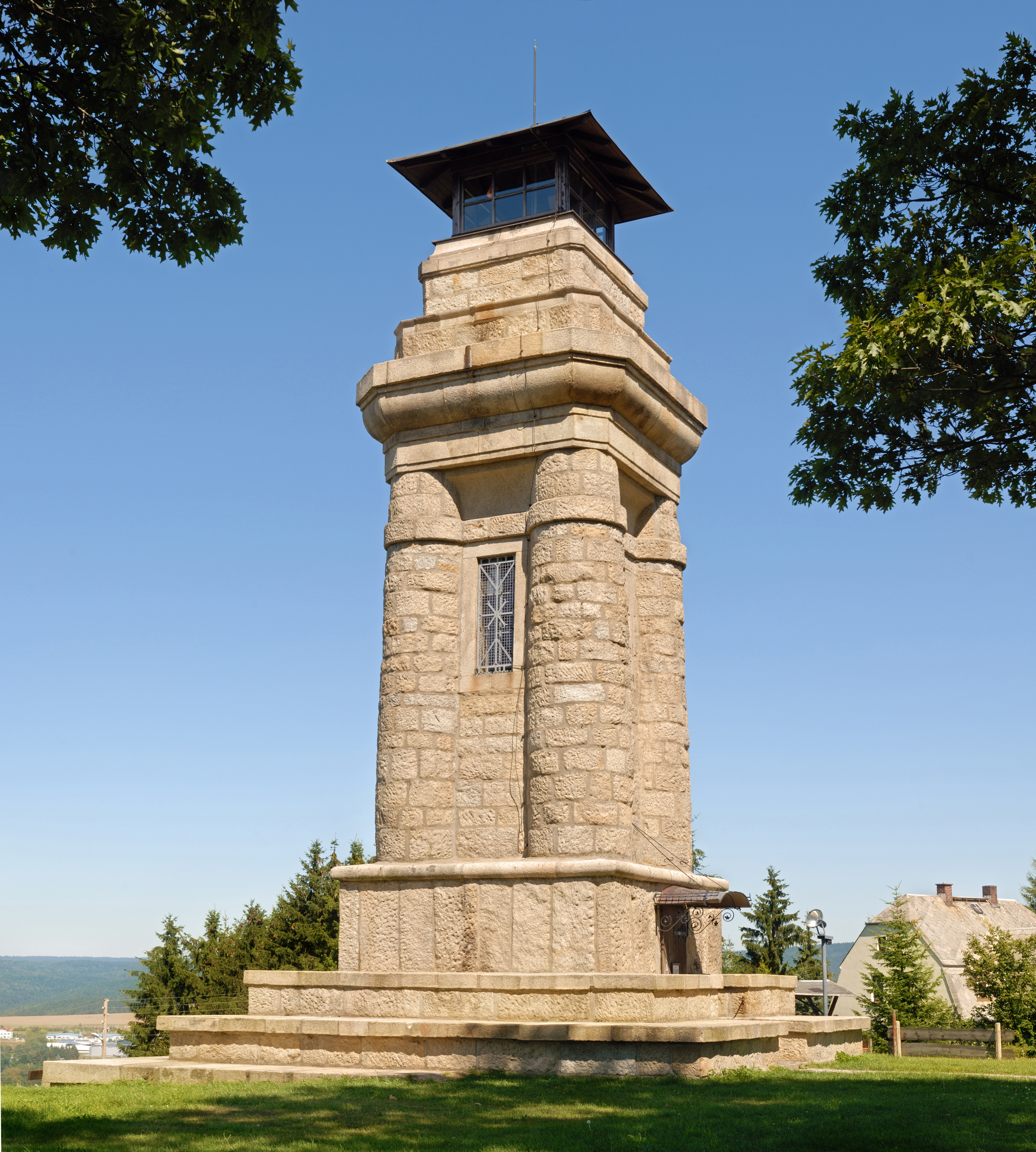
Tour de Bismarck.

En 1900, la tour Bismarck fut construite avec du granite de Fichtelgebirge.
Obervogtländische Dorfmuseum Erlbach
Le Obervogtländische Dorfmuseum Erlbach a été inauguré le 3 octobre 1992 à son emplacement actuel, le 15 Lindenplatz dans le quartier d'Erlbach. Les collections relatives à l'histoire locale et à la fabrication d'instruments de musique d'Erlbach sont abritées dans un blockhaus datant de 1726 et réhabilité dans le respect du patrimoine. Le fonds de la collection existait déjà depuis 1975, date à laquelle une "Heimatstube" avait été créée ailleurs dans le village par un groupe de l'association culturelle,
Exposition "Hüttels Musikwerk"
L'exposition "Hüttels Musikwerk", dans le quartier de Wohlhausen, présente un grand nombre d'automates de musique mécaniques. On peut y voir des orchestrions, des orgues à carrousel, des horloges musicales, des gramophones et bien d'autres choses encore.
Quartier de Landwüst
Dans le quartier de Landwüst se trouve le Vogtländisches Freilichtmuseum Landwüst. On y présente le mode de travail et de vie de la population rurale du Haut-Vogtland. On peut y visiter plusieurs bâtiments, dont certains datent d'avant 1800.
Quartier d'Eubabrunn
Dans le quartier d'Eubabrunn se trouve le Vogtländisches Freilichtmuseum Eubabrunn.

## Culture

### Musique
Grâce au Concours instrumental international (de) qui se déroule annuellement en alternance entre les instruments à cordes et les instruments à vent (deux instruments à la fois) à Markneukirchen depuis 1966, des journées musicales sont organisées et de jeunes musiciens viennent chaque année dans le centre de la facture d'instruments d'orchestre allemande.
Par décision du conseil municipal de Markneukirchen du 12 décembre 2002, Wolfgang Wolfert, musicien d'orchestre diplômé, professeur de musique, directeur de longue date de l'école de musique de Markneukirchen et chef d'orchestre de l'orchestre symphonique, a été nommé directeur musical de la ville le 15 mars 2003 « en raison de ses décennies d'activité méritoire en tant que pédagogue musical et chef d'orchestre de l'orchestre symphonique de la ville ». Il succède ainsi à Albrecht Herrmann, professeur de musique, compositeur et arrangeur, qui a été le premier chef d'orchestre à recevoir cet honneur après 1990. En mars 2017, Enrico Weller, professeur de lycée, musicologue et chef d'orchestre de Markneukirchen, a été nommé nouveau directeur musical de la ville. C'est donc la première fois dans l'histoire de Markneukirchen que deux personnalités portent ce titre en même temps.

## Transports
Markneukirchen est située sur la route fédérale Bundesstraße 283 qui mène de Adorf/Vogtl. à Aue via Klingenthal dans le Erzgebirge.
Après la fermeture des gares de Markneukirchen (1975) et de Siebenbrunn (2012), la gare la plus proche est désormais Adorf/Vogtland, à peine six kilomètres plus loin. Il existe une liaison par bus d'Adorf à Markneukirchen, adaptée aux trains.
Dès les années 1850, il existait des plans pour une liaison ferroviaire qui devait également desservir Markneukirchen. Le Voigtländische Staatseisenbahn (de), inauguré en 1865, a permis de relier les deux villes. Herlasgrün-Falkenstein-Ölsnitz-Eger passait finalement loin de Markneukirchen. Même lors de la construction de la ligne ferroviaire Chemnitz-Adorf (de) par la Chemnitz-Aue-Adorfer Eisenbahn-Gesellschaft (de), Markneukirchen n'a pas obtenu de gare sur le territoire de la ville. Mais comme la ville participa financièrement à la construction du chemin de fer, la gare sur le territoire de Siebenbrunn (de) toute proche reçut le nom de Markneukirchen. En 1909, la ligne de chemin de fer Stichbahn Siebenbrunn-Markneukirchen (de) fut ouverte, sur laquelle Markneukirchen eut sa propre gare au centre-ville et un point d'arrêt près de la poste. Cette ligne a été prolongée en 1911 jusqu'à la ville voisine d'Erlbach.
La ligne a été fermée en 1975, la gare de Siebenbrunn a été desservie par le Vogtlandbahn (de) jusqu'en 2012.
Markneukirchen est desservie par les lignes de bus suivantes dans le cadre de l'horaire cadencé ÖPNV du Verkehrsverbund Vogtland (de) :
Service: 13 février 2022
| Ligne | Points finaux             | Historique                | Entreprise de transport | Classification  |
| ----- | ------------------------- | ------------------------- | ----------------------- | --------------- |
| 30+   | Bad Elster ↔ Klingenthal  | Adorf – Markneukirchen    | Plauener Omnibusbetrieb | PlusBus         |
| 31    | Markneukirchen ↔ Erlbach  |                           | Plauener Omnibusbetrieb | Bus de la ville |
| 32    | Markneukirchen ↔ Landwüst | Wernitzgrün - Schönlind   | Plauener Omnibusbetrieb | RufBus          |
| 33    | Markneukirchen ↔ Wohlbach | Siebenbrunn - Breitenfeld | Plauener Omnibusbetrieb | RufBus          |
| 93    | Schöneck ↔ Bad Elster     | Markneukirchen - Adorf    | Plauener Omnibusbetrieb | TaktBus         |

## Personnalités liées à la commune
- Hermann Bauer (1892-1976), peintre et graphiste, créateur d'ex-libris.
- Erhard Fietz, musicien, compositeur, enseignant.
- Friedrich Glier (1891-1953), professeur, organiste, compositeur et collecteur de mélodies folkloriques, honoré par un nom de rue.
- Martin Jordan (1897-1945), NSDAP, membre du Reichstag.
- Christian Friedrich Martin (1793-1873), fabricant de guitares américain, né et formé à Markneukirchen.
- Ernst Heinrich Roth (1877-1948), luthier.
- Oscar Schuster (1873-1917), médecin, auteur de romans, alpiniste.
- Hans Schuster, sculpteur.
- Rudolf Schuster (1848-1902), peintre paysagiste.
- Friedrich Arthur Uebel (1888-1963), facteur d'instruments de musique à vent, en particulier de clarinettes système Oehler.
- Jakob Weller (1602-1664), ecclésiastique supérieur à la cour du duc de Saxe à Dresde.
- Erich Wild (1895-1964), historien local, honoré par un nom de rue.
- Hans Peter Wilfer. Fondateur et propriétaire de Warwick GmbH & Co Music Equipment.
- Fritz Wurlitzer (1888-1984), facteur de clarinettes, né et mort à Erlbach.
- Roland Zimmer, musicien.

## Galerie

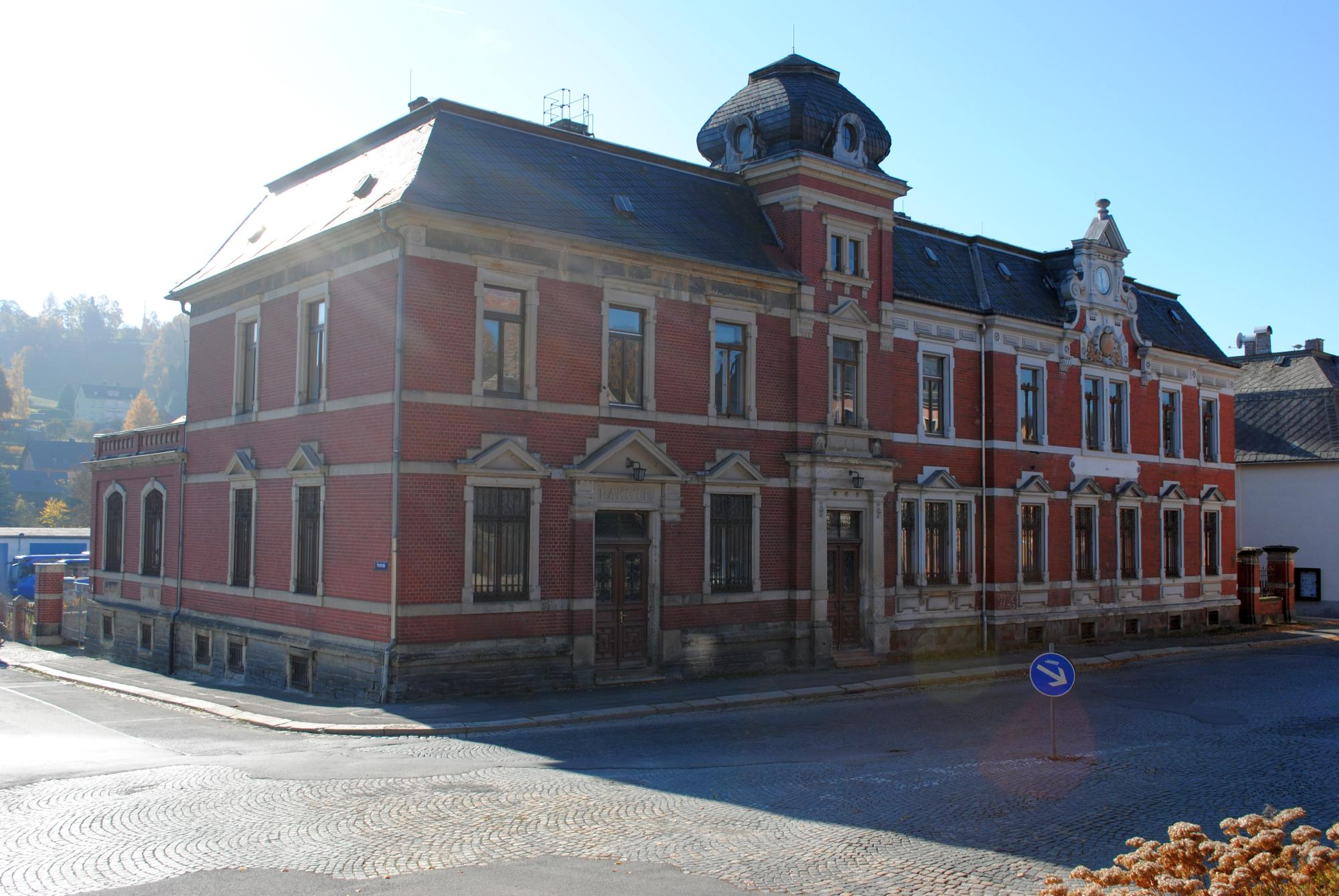
Bâtiment de l'ancien bureau de poste impérial.

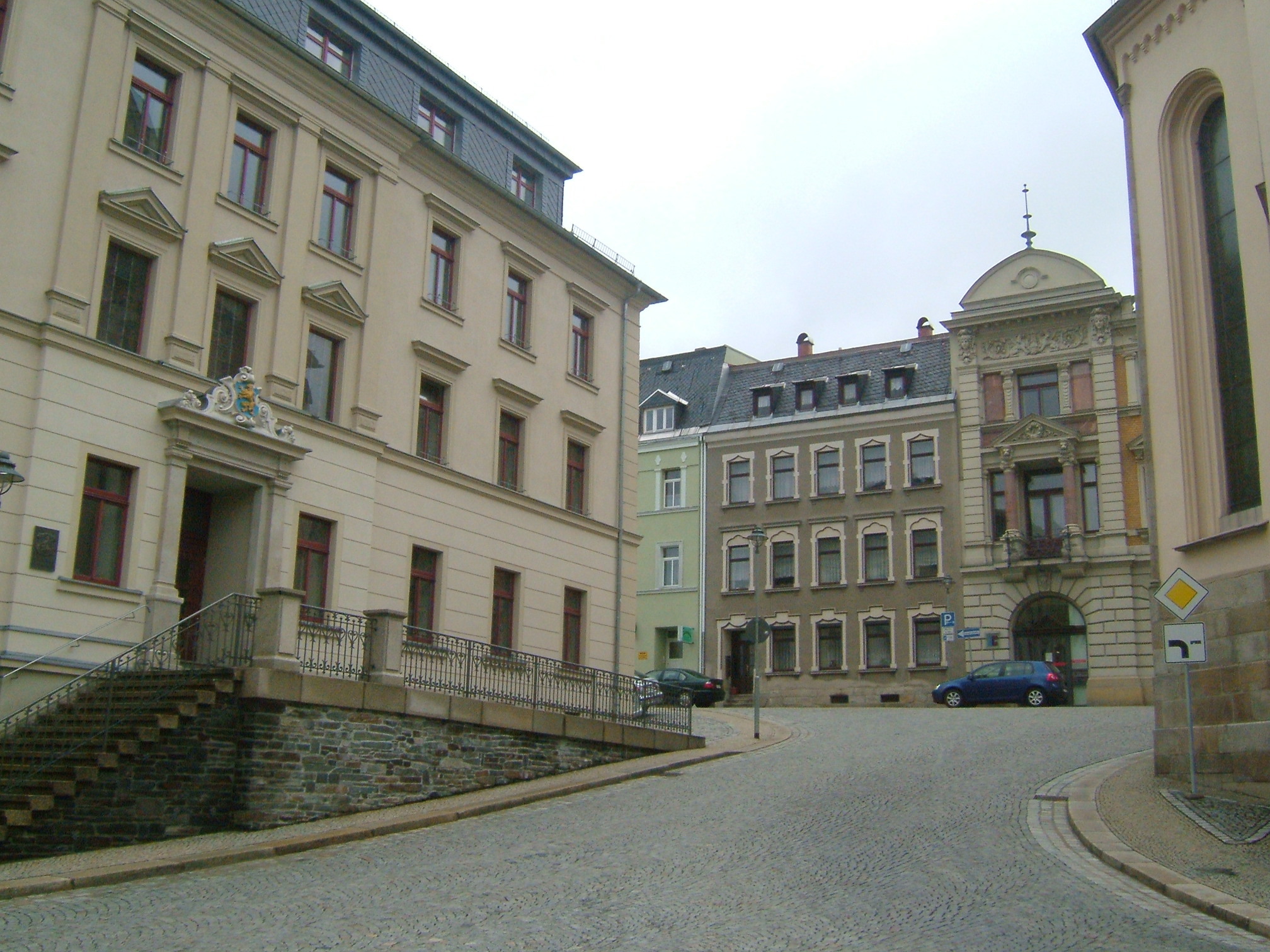
Hôtel de ville RatHaus (à gauche) et bâtiment de la caisse d'épargne.